# La Angostura (Tumbes)
La Angostura es un caserío peruano ubicado en el distrito de Pampas de Hospital, perteneciente a la provincia y el departamento de Tumbes, al norte del Perú. 

## Ubicación
La Angostura se ubica al centro de la provincia de Tumbes, en el distrito de Pampas de Hospital, en el departamento de Tumbes.

## Demografía
En 2017 La Angostura tenía una población de 176 habitantes.
| Gráfica de evolución demográfica de La Angostura entre 1993 y 2017 |
|                                                                    |
| Fuentes: Población 1993 y 2017                                     |